# Malachitfalter

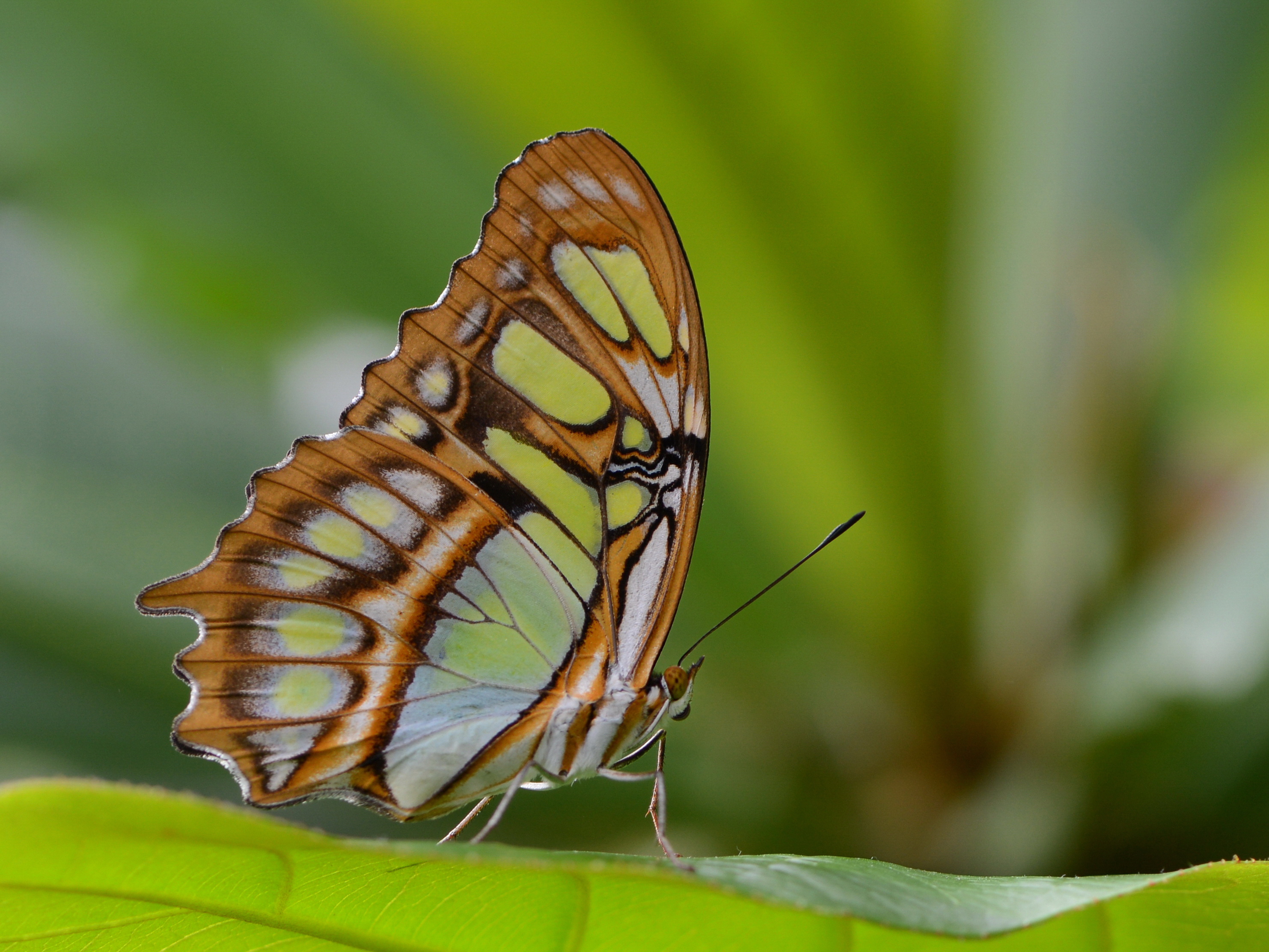
Unterseite

Der Malachitfalter (Siproeta stelenes, Syn.: Metamorpha stelenes), oder auch nur Malachit genannt, ist ein Schmetterling (Tagfalter) aus der Familie der Edelfalter (Nymphalidae).

## Beschreibung

### Falter
Die Flügelspannweite der Falter beträgt 83 bis 101 Millimeter. Die Grundfarbe ist schwarz bis schwarzbraun. Auf den Vorderflügeln befinden sich mehrere große, gelbgrüne bis malachitgrüne kurze Querbinden und Flecke. Wegen der Ähnlichkeit dieser Farbe zum Mineral Malachit erhielt die Art ihren deutschen Name. Bei länger geflogenen Faltern oder Sammlungsexemplaren verblasst die grüne Farbe und nimmt dann gelbliche Tönungen an. Auch auf den Hinterflügeln befindet sich ein großer grüner Fleck, der den gesamten Wurzelbereich ausfüllt. Hinzu kommt eine Kette von grünen Flecken, die am Außenrand entlang verlaufen. In der Nähe des Tornus ist ein kurzes schwarzes Schwänzchen zu erkennen. Die Flügelunterseiten zeigen ein ähnliches grünes Fleckenmuster wie die Oberseiten, die Grundfarbe ist jedoch stärker orange oder bräunlich gefärbt.

### Ei
Die Eier haben eine dunkelgrüne Farbe und werden meist einzeln an der Unterseite der Nahrungspflanzen abgelegt.

### Raupe
Erwachsene Raupen haben eine schwarze Grundfärbung und sind auf dem Rücken und den Seiten mit vielen schwarzen und fleischig roten Dornen bestückt. Am Kopf befinden sich zwei lange, dünne, schwarze, gerade Hörner, die am Ende kugelförmig auslaufen.

### Puppe
Die Stürzpuppe hat eine blass grüne Farbe, ist mit schwarzen Punkten überzogen und besitzt zwei lange Hörner am Kopf. Der Kremaster ist schwarz.

### Ähnliche Arten
Der etwas kleinere, aber farblich ähnliche Pracht-Passionsfalter (Philaethria dido) unterscheidet sich hauptsächlich durch die längere und schmalere Flügelform sowie einen grünen Längsstreifen auf der Vorderflügeloberseite.

## Verbreitung und Lebensraum
Das Verbreitungsgebiet des Malachitfalters umfasst den Süden von Texas und Florida, Mittelamerika sowie weite Teile des nördlichen und mittleren Südamerika. Die Art lebt bevorzugt in subtropischen Wäldern.

## Lebensweise
Die Falter fliegen in mehreren Generationen das ganze Jahr hindurch. Zur Aufnahme von Nektar saugen sie gerne an verschiedenen Blüten. Sie nehmen auch Flüssigkeit und Mineralstoffe von feuchten Bodenstellen, überreifen Früchten, Exkrementen oder Aas auf. Zuweilen rasten sie in Gruppen in der Vegetation. Die Raupen ernähren sich unter anderem von den Blättern von Akanthusgewächsen (Acanthaceae), beispielsweise von Ruellien (Ruellia) und Justicia-Arten.

## Unterarten
Folgende Unterarten werden unterschieden:
- Siproeta stelenes stelenes auf Jamaika und Saint Croix
- Siproeta stelenes biplagiata in Mexiko, Honduras und Costa Rica
- Siproeta stelenes insularis auf Kuba
- Siproeta stelenes meridiomalis in Brasilien und Peru
- Siproeta stelenes sophene in Ecuador